# Amazonepeira
Genre
Amazonepeira est un genre d'araignées aranéomorphes de la famille des Araneidae.

## Distribution
Les espèces de ce genre se rencontrent en Amérique du Sud.

## Liste des espèces
Selon World Spider Catalog (version 17.0, 20/01/2016) :
- Amazonepeira beno Levi, 1994
- Amazonepeira callaria (Levi, 1991)
- Amazonepeira herrera Levi, 1989
- Amazonepeira manaus Levi, 1994
- Amazonepeira masaka Levi, 1994

## Publication originale
- Levi, 1989 : The Neotropical orb-weaver genera Epeiroides, Bertrana and Amazonepeira (Araneae: Araneidae). Psyche, vol. 96, no 1/2, p. 75-99 (texte intégral).